# Carl Leverkus
Carl Leverkus, né le 5 novembre 1804 à Wermelskirchen et mort le 4 février 1889 au même endroit, est un chimiste et entrepreneur allemand. La ville de Leverkusen est nommée en son honneur. 

## Carrière
À partir de 1822, Carl Leverkus fait ses études pharmaceutiques qu'il finit à l'Université de Marbourg. Après avoir travaillé comme assistant à Trèves, il va à Paris, où il travaille dans une pharmacie le jour et complète ses études le soir à la Sorbonne. Il passe son examen final en 1829 à Berlin et devient docteur vers 1830. Sa thèse de doctorat, un travail sur la chimie de l'argent, est supervisée par Justus von Liebig.
En 1834, il ouvre sa première propre usine dans sa ville natale, qui produit du bleu outremer artificiel. Son usine est bientôt déplacée à Wiesdorf, là où se trouve aujourd'hui le centre-ville de Leverkusen, mais qui est à l'époque un petit village industriel autour de l'usine.
Après sa mort en 1889, les fils de Carl Leverkus vendent l'usine à l'empire de Friedrich Bayer en créant ainsi le Bayer AG qui existe jusqu'aujourd'hui et qui produit entre autres l'Aspirine.

## Famille et héritage
Carl Leverkus se marie et a onze enfants. En 1930, la ville de Leverkusen est nommée en son honneur. Un monument qui le représente se trouve en centre-ville, édifié en 2002 par l'artiste Kurt Arentz. L'artiste peintre allemand Martin Kippenberger était son arrière-arrière-petit-fils.